# Doug Hamilton
Douglas „Doug” Hamilton  (ur. 19 sierpnia 1958 w Toronto) – kanadyjski wioślarz, brązowy medalista olimpijski i trzykrotny medalista mistrzostw świata.

## Kariera
Wystartował na igrzyskach olimpijskich w Los Angeles w 1984, gdzie osada Kanady w składzie: Doug Hamilton, Mike Hughes, Phil Monckton i Bruce Ford zdobyła brązowy medal w czwórkach podwójnych. W finale A uplasowali się o 1,52 sekundy za osadą RFN i o 1,09 sekundy za osadą Australii. Na rozgrywanych cztery lata później igrzyskach olimpijskich w Seulu w tej samej konkurencji był dziewiąty.
W czwórkach podwójnych zdobył też złoto na mistrzostwach świata w Hazewinkel (1985) oraz brąz na mistrzostwach świata w Nottingham (1986) i mistrzostwach świata w Kopenhadze (1987). Był też czwarty w tej konkurencji na mistrzostwach świata w Duisburgu (1983), gdzie walkę o podium Kanadyjczycy przegrali z Włochami o 1,54 sekundy.
Kształcił się na Queen’s University w Kingston, uzyskując dyplom z prawa. Od 1988 był czynnym prawnikiem. Był także działaczem sportowym; w 1989 został wybrany na wiceprezydenta Rowing Canada Aviron (Kanadyjskiego Związku Wioślarstwa).
Jego żona, Lynn Polson była koszykarką i olimpijką. Ich synowie: Dougie Hamilton i Freddie Hamilton zostali hokeistami.